# Línea P6 (AUVASA)
La línea P6 de AUVASA es una línea laboral. Cruza Valladolid de noroeste a sur pasando los barrios de La Victoria, Huerta del Rey, el centro de la ciudad y Las Delicias, para finalizar en el polígono industrial de Argales.

## Frecuencias
| DÍA                | LUGAR DE SALIDA | HORARIOS DE SALIDA |
| ------------------ | --------------- | ------------------ |
| Laborables         | LA VICTORIA     | 5:10 y 6:10        |
| Sábados y festivos | SIN SERVICIO    | -                  |

- Durante el mes de agosto el único servicio sale a las 6:10.

## Paradas
| Hacia Polígono Argales                                   | Correspondencia con líneas: |
| -------------------------------------------------------- | --------------------------- |
| Pº Jardín Botánico esq. Brezo                            | P3                          |
| Pº Jardín Botánico fte. Jara                             | P3                          |
| Pº Jardín Botánico fte. 6                                | P3                          |
| Pº Jardín Botánico parc. 8 esq. Centro Salud La Victoria | P3                          |
| C/ Fuente el Sol 21                                      | P3                          |
| C/ Júpiter fte. 12 esq. Comuneros de Castilla            | P3                          |
| Avda. Gijón 26 canal                                     | P3                          |
| C/ La Morena edif. Antares                               | -                           |
| C/ La Morena 3 bloque 2                                  | -                           |
| C/ Bálago esq. Sementera                                 | -                           |
| Avda. Ramón Pradera fte. hotel                           | -                           |
| Avda. Ramón Pradera Feria de Valladolid                  | -                           |
| Avda. Gloria Fuertes 1 esq. Joaquín Velasco Martín       | -                           |
| Pza. Poniente fte. Jorge Guillén                         | P3                          |
| Pza. Fuente Dorada                                       | P3                          |
| C/ López Gómez 13 esq. Fray Luis de León                 | P3                          |
| C/ Panaderos 2 esq. Pza. España                          | -                           |
| C/ Labradores 38 túnel                                   | P13                         |
| Avda. Segovia fte. 57                                    | P13 PSC3                    |
| C/ Embajadores 4 esq. Pº Farnesio                        | P13 PSC3                    |
| Avda. Segovia fte. igl. del Carmen                       | P13 PSC3                    |
| C/ Embajadores 60 fte. Esc. Oficial de Idiomas           | PSC3                        |
| C/ Embajadores 74 esq. Hornija                           | PSC3                        |
| C/ Transición 3                                          | PSC3                        |
| Ctra. Arcas Reales fte. Centro Madrid                    | PSC3                        |
| C/ Daniel del Olmo fte. 20 ITV                           | PSC3                        |
| Avda. El Norte de Castilla 14                            | P1 P2 P7 PSC1 PSC3          |
| Avda. El Norte de Castilla fte. 19                       | P1 P2 P7 PSC1 PSC3          |
| Avda. El Norte de Castilla 48                            | P1 P2 P7 PSC1 PSC3          |
| C/ Vázquez de Menchaca 40                                | P1 P2 P7 PSC1 PSC3          |
| C/ Bronce 3 AUVASA                                       | P1 P2 P7 PSC1 PSC3          |
| C/ Vázquez de Menchaca 19                                | P1 P2 P7 PSC1 PSC3          |
| C/ Vázquez de Menchaca 9                                 | P1 P2 P7 PSC1 PSC3          |
| C/ Vázquez de Menchaca 5                                 | P1 P2 P7 PSC1 PSC3          |